# Tinaja Kvevri

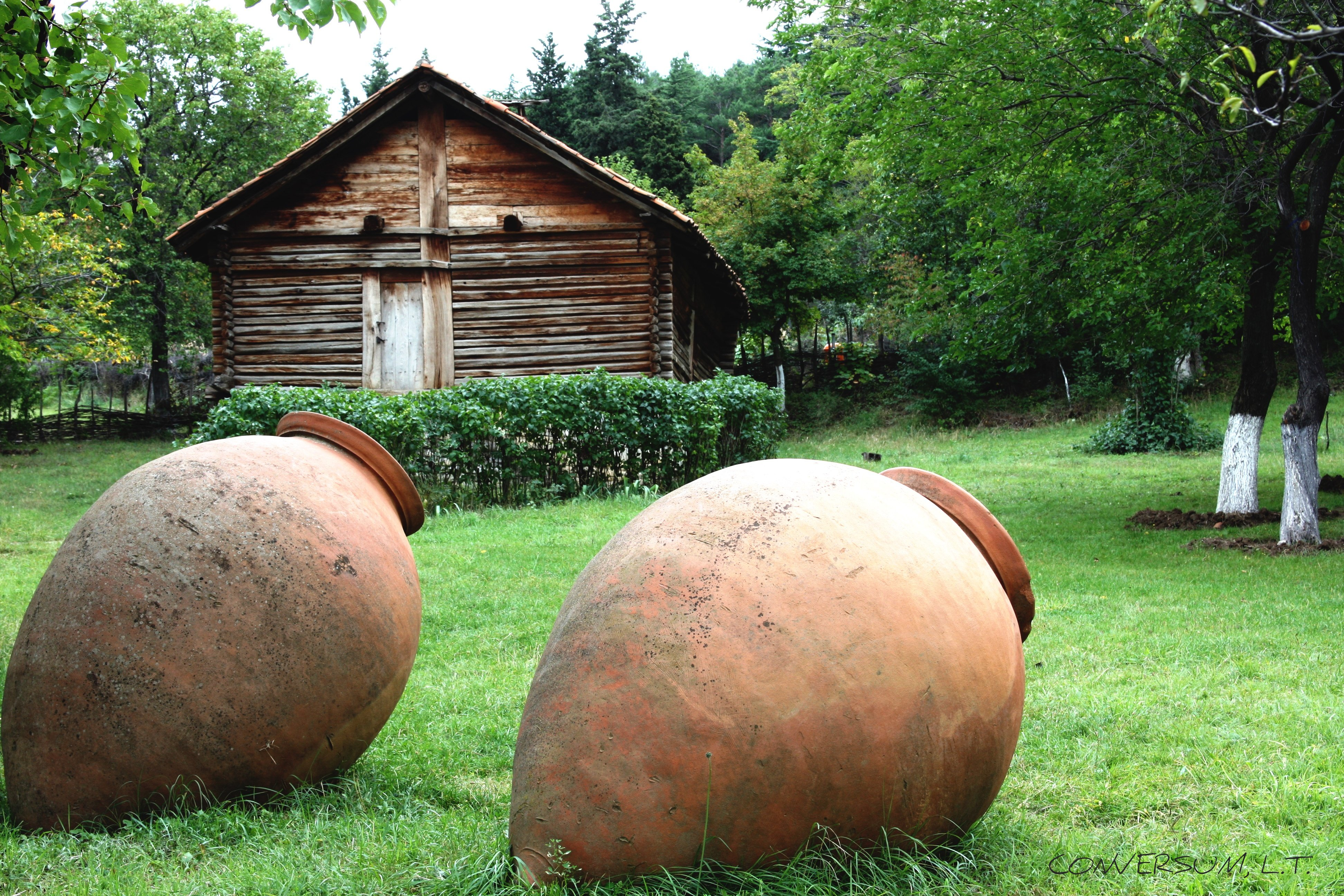
Kvevris por encima del suelo, es decir, no enterrados.

Tinaja Kvevri (en idioma georgiano:ქვევრი; también conocida como churi (ჭური) en Georgia occidental) son grandes vasijas de barro usadas para la fermentación, almacenamiento y envejecimiento del vino georgiano tradicional. Se asemejan a grandes ánforas en forma de huevo sin asas, que están enterradas debajo del suelo o colocadas en el suelo de grandes bodegas. Hoy en día, la fabricación de Kvevris está restringida a tres regiones georgianas: Kakheti, Imereti y Guria. En general, la capacidad de los Kvevris georgianos varía de 2 litros a 6000-8000 litros, aunque en la antigüedad los artesanos realizaron tinajas todavía más grandes que podían contener de 10.000 a 15.000 litros. La UNESCO incluyó en su patrimonio cultural inmaterial este método antiguo y tradicional del almacenamiento del vino de Georgia. El Ministerio de Cultura y de Protección de monumentos de Georgia, en todo el territorio desde la antigüedad hasta nuestros días, y de vasijas de barro únicas de almacenamiento de vinos, que ha sido denominado como patrimonio cultural inmaterial con el mismo estatus, otorgado por el presidente de Georgia con el n.º 91 del 8 de febrero de 2012, sobre la base del artículo 91 de la Ley de Georgia sobre «Patrimonio cultural».
Las excavaciones arqueológicas en la región meridional de Georgia de Kvemo Kartli (especialmente en Dangreuli Gora, Gadachrili Gora y en el pueblo de Imiri) descubrieron evidencias de pepitas de uva y kvevris que se remontan al VI milenio a. C.
Los pueblos de Atsana en Guria; Makatubani, Shrosha, Tq'emlovana y Chkhiroula en Imereti; y Vardisubani en la región de Kajetia son áreas tradicionales de la fabricación de kvevris. Las familias artesanales han transmitido el conocimiento de esta antigua artesanía a través de generaciones. La arcilla utilizada para fabricar un kvevri debe elegirse cuidadosamente, ya que sus características influirán en el contenido mineral del vino.

## Proceso de elaboración del vino

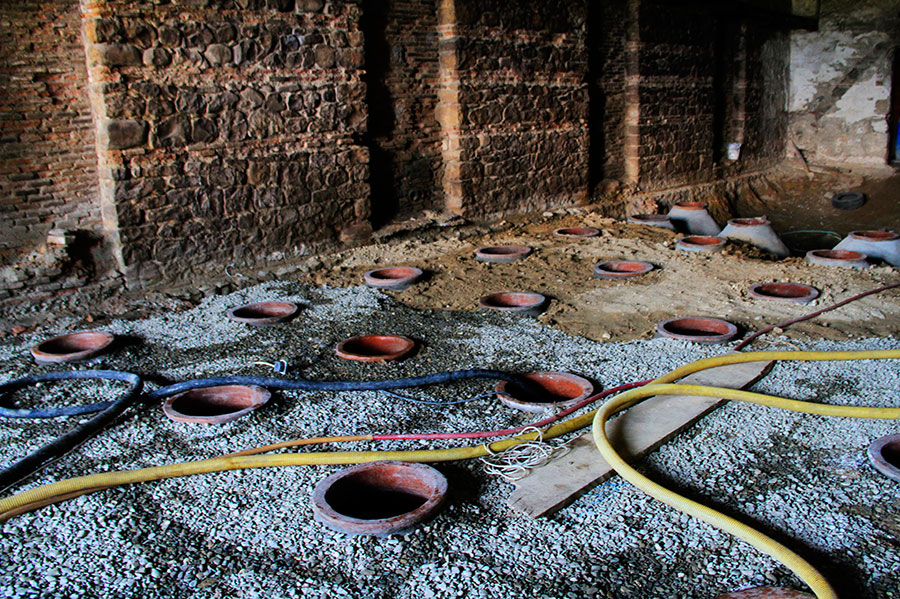
Proceso de enterramiento de kvevris en bodega.

El proceso de hacer vino en el kvevri consiste en prensar las uvas y después verter el jugo, las pieles de uva, los tallos y las pepitas en el Kvevri, que luego se sella. Más tarde, el jugo se deja fermentar en vino durante al menos cinco a seis meses antes de ser decantado y embotellado. El orujo (puré de pepitas, pieles y tallos) que permanece se llama chacha en georgiano. Se destila en una especie de brandy que también se llama chacha. El kvevri vacío se lava, se esteriliza con cal y se vuelve a recubrir con cera de abejas, listo para ser llenado nuevamente.
Los vinos georgianos tradicionales no representan un estilo uniforme. Una característica común es que su vinificación se realiza en el Kvevri completamente enterrado en el suelo, de modo que incluso el cuello de salida permanece por debajo del nivel del suelo. Los más inusuales y arcaicos de los vinos georgianos tradicionales son el vino blanco de Kajetian (también conocido como vino naranja o ámbar), macerado durante varios meses con las pieles, semillas y tallos de uvas en un kvevri enterrado. El «método Kajetian» es una corriente extrema de la tradición georgiana de elaboración del vino, mientras que la facción moderada representa el llamado «método Imeretian». Del método Kajetian difiere en la cantidad y calidad de la chacha (orujo) utilizada. El método imeretiano usa únicamente una parte de la chacha, aproximadamente una décima parte, y los tallos no se usan en absoluto. El resto del proceso de producción procede básicamente del mismo. El resultado es un vino mucho más cercano a los estándares europeos, no tan tánico como el tradicional kajetiano, aunque en este caso una larga maduración en los kvevris les da el indiscutible estigma georgiano. El lugar intermedio entre el estilo Kajetian y el estilo Imeretian representa el vino blanco tradicional de la provincia Kartli (Georgia Central), donde se agrega al kvevri el tercio de chacha con tallos.

## Historia

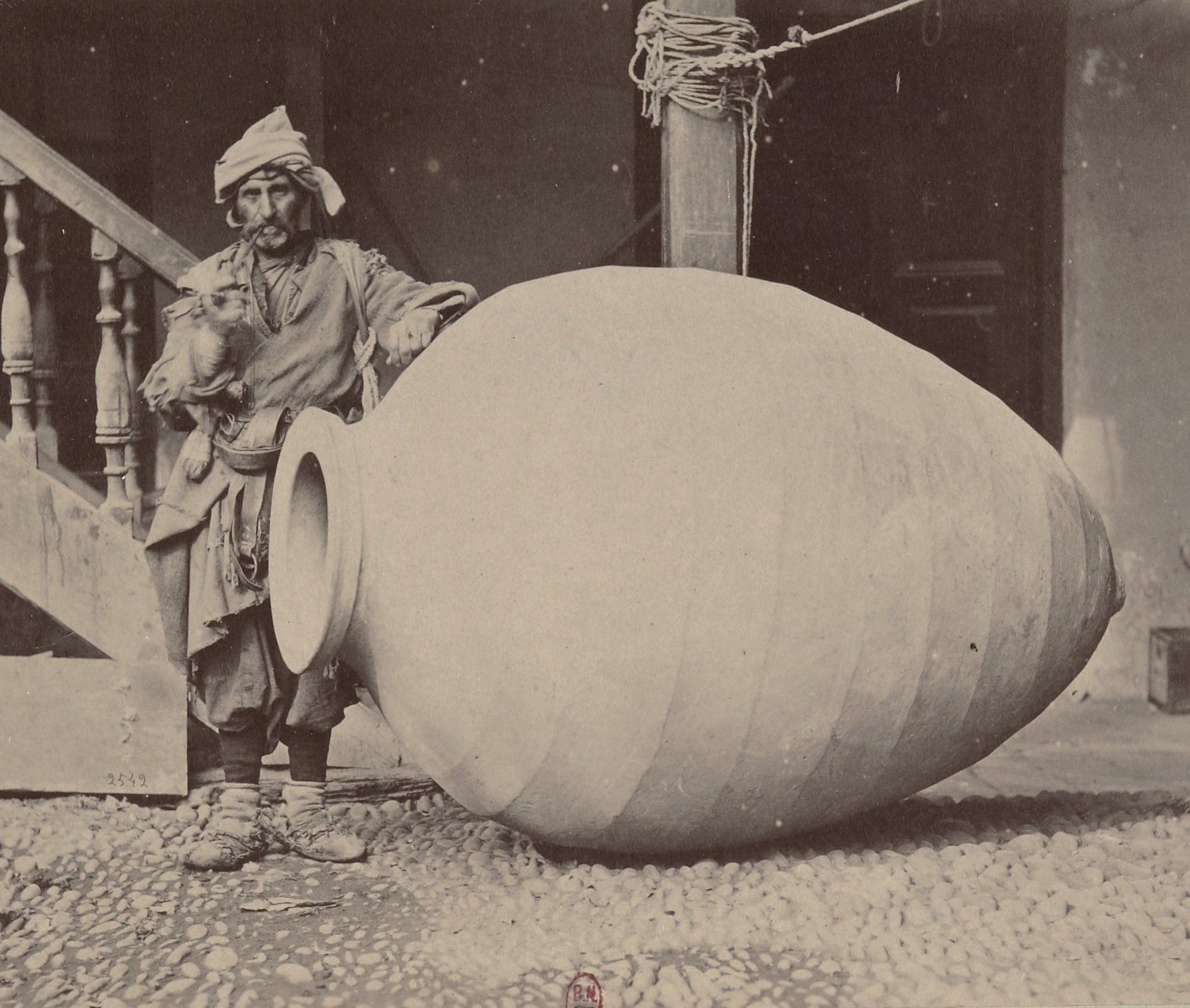
Fotografía de un enólogo y un kvevri de 1881.

En el pasado, el kvevri también se usaba para almacenar brandy, cereales, mantequilla, queso y una variedad de otros alimentos perecederos, aunque en Georgia siempre se han utilizado principalmente para la elaboración de vinos. Los grandes recipientes de almacenamiento de cerámica como estos se fabrican en muchos países, pero únicamente en Georgia, España (vino de tinaja, vino de pitarra) y Portugal (vinho de talha) los emplean para la elaboración del vino.
Los vinicultores que usan kvevris afirman que su vino es estable por naturaleza, rico en taninos, y que no requiere conservantes químicos para asegurar una larga vida y un sabor superior. Los taninos que se encuentran en el vino kvevri limitan el contenido de proteínas y evitan el enturbiamiento.
Dado que el mercado ruso para el vino georgiano se ha reducido a muy poco, Georgia ha revivido este antiguo método de elaboración del vino, con un gran interés en todo el mundo. Varias bodegas comerciales en Georgia exportan vinos kvevri al extranjero, y algunos vinicultores de Europa y América han optado por elaborar su vino en kvevris.
Kvevri y la tradición de hacer vino en kvevri se inscribieron en el registro del Patrimonio Cultural Inmaterial de Georgia en 2011. En 2013, la UNESCO agregó el método tradicional georgiano de hacer vino en kvevris a su lista de patrimonio cultural intangible.